# World Series 1947
Le World Series 1947 sono state la 44ª edizione della serie di finale della Major League Baseball al meglio delle sette partite tra i campioni della National League (NL) 1947, i Brooklyn Dodgers e quelli della American League (AL), i New York Yankees. A vincere il loro undicesimo titolo furono gli Yankees per quattro gare a tre.
Il manager degli Yankees Bucky Harris vinse il campionato per la prima volta da quando aveva condotto i Washington Senators al loro unico titolo nel 1924.
Nel 1947, Jackie Robinson dei Dodgers fu il primo giocatore afroamericano a giocare nella major league baseball. Queste furono perciò le prime World Series della storia a vedere la presenza di una squadra integrata.

## Sommario
New York ha vinto la serie, 4-3.
| Gara | Data         | Risultato                                   | Stadio         | Tempo | Pubblico |
| ---- | ------------ | ------------------------------------------- | -------------- | ----- | -------- |
| 1    | 30 settembre | Brooklyn Dodgers – 3, New York Yankees – 5  | Yankee Stadium | 2:20  | 73.365   |
| 2    | 1º ottobre   | Brooklyn Dodgers – 3, New York Yankees – 10 | Yankee Stadium | 2:36  | 69.865   |
| 3    | 2 ottobre    | New York Yankees – 8, Brooklyn Dodgers – 9  | Ebbets Field   | 3:05  | 33.098   |
| 4    | 3 ottobre    | New York Yankees – 2, Brooklyn Dodgers – 3  | Ebbets Field   | 2:20  | 33.443   |
| 5    | 4 ottobre    | New York Yankees – 2, Brooklyn Dodgers – 1  | Ebbets Field   | 2:46  | 34.379   |
| 6    | 5 ottobre    | Brooklyn Dodgers – 8, New York Yankees – 6  | Yankee Stadium | 3:19  | 74.065   |
| 7    | 6 ottobre    | Brooklyn Dodgers – 2, New York Yankees – 5  | Yankee Stadium | 2:19  | 71.548   |

## Hall of Famer coinvolti
- Umpire: George McGowan
- Yankees: Bucky Harris (man.), Yogi Berra, Joe DiMaggio, Phil Rizzuto
- Dodgers: Pee Wee Reese, Jackie Robinson, Duke Snider (non sceso in campo), Arky Vaughan